# Walter McLaren
Walter Stowe Bright McLaren (17 avril 1853 - 29 juin 1912)  est un homme politique du Parti libéral britannique qui est député de Crewe dans le Cheshire pendant 11 ans au total entre 1886 et 1912.

## Biographie
Il est le plus jeune enfant du député libéral Duncan McLaren (1800-1886) et de sa troisième épouse Priscilla Bright, une sœur du député radical John Bright. Deux de ses frères, Charles McLaren (1er baron Aberconway) et John McLaren (Lord McLaren) sont également députés libéraux. Walter McLaren se marie en avril 1883 à Eva Muller . Ils deviennent une puissante paire de défenseurs des droits des femmes avec Eva se faisant appeler Mme Eva McLaren et non Mme Walter McLaren. Eva se présente avec succès pour la fonction publique dans la mesure où cela est permis à l'époque. Elle fait campagne pour d'autres droits en tant que trésorière de la Société pour la promotion du retour des femmes en tant que conseillères de comté et Walter siège à l'organisation qui lui succède, la Women's Local Government Society. Walter introduit une clause dans le Local Government Act de 1894 qui étend le droit de vote des femmes mariées .
McLaren se présente pour la première fois à la Chambre des communes aux élections générales de 1885, lorsqu'il se présente en tant que candidat «libéral indépendant» pour le district d'Inverness de Burghs, en Écosse. Il est investi par le Parti constitutionnel de l'Église libre et a fortement voté contre le candidat officiel du Parti libéral, recueillant 47,5% des voix .
Aux élections générales de 1886, il est élu à Crewe, où le député libéral George Latham ne se représente pas. McLaren est réélu en 1892, mais perd son siège aux élections générales de 1895. Il ne se présente pas en 1900, lorsque le siège est reconquis pour les libéraux par James Tomkinson, mais lorsque Tomkinson meurt peu de temps après avoir été réélu aux élections de janvier 1910, McLaren est le candidat libéral gagnant lors de l'élection partielle qui suit . Il occupe le siège jusqu'à sa propre mort en 1912, à l'âge de 59 ans {.
Walter est enterré avec ses parents dans le cimetière St Cuthberts à Édimbourg. Bien que le monument, situé sur le mur est de la première section sud sous le château d'Édimbourg, soit immense, Walter est relégué à une simple note de bas de page à la base de la pierre.